# ナパイアー
ナパイアー（古希: Ναπαῖα, Napaîa）は、ギリシア神話に登場する山の谷間の森に住むニュンペー（ニンフ）。複数形はナパイアイ（古希: Ναπαῖαι, Napaîai）。